# Каракеткен
Каракетке́н (каз. Қаракеткен) — село у складі Жалагаського району Кизилординської області Казахстану. Адміністративний центр Каракеткенського сільського округу.
Населення — 1097 осіб (2021; 1265 у 2009, 1335 у 1999, 1551 у 1989).